# Așezarea fortificată Cuzdrioara
Așezarea fortificată de la Cuzdrioara (magh. Kozárvár) (denumită și Cetatea chazarilor), județul Cluj (amplasată in cimitirul reformat) este înscrisă pe lista monumentelor istorice din județul Cluj elaborată de Ministerul Culturii și Patrimoniului Național din România în anul 2015 (cod LMI CJ-I-s-A-07024).

## Istoric
Cetatea este formată dintr-un val de pământ circular cu un diametru de 50 m și mărginit de un șanț. Dimensiunile valului variază de la 7 m lățime și 3 m înălțime pe latura sudică, la 10 m lățime și 6 m înălțime pe latura de nord. Cetatea a fost distrusă, necunoscându-se motivele distrugerii. Cercetările arheologice au descoperit în zonă obiecte de bronz din secolul al IX-lea.
Cetatea este cunoscută și sub numele de Cetatea chazarilor. Anonimus îi pomenește pe chazari în lucrarea sa Gesta Hungarorum printre supușii lui Menumorut. Chazarii au fost o populație semi-nomadă de origine turcică, care în secolele VII-IX au pus bazele unui stat în zona Mării Caspice.
Regele Ungariei și Croației Andrei al II-lea (1205-1235) a făcut cadou satul magistrului Denes, unul din strămoșii familiei Bánffy, familie care a rămas în posesia satului până în secolul al XVII-lea.